# Tiemponuevo
Tiemponuevo es una banda chilena fundada en 1965 en la ciudad de Valparaíso, que aún realiza esporádicas presentaciones en vivo en Alemania, país en el que residen sus integrantes, y al que se fueron por primera vez debido al exilio producto de la dictadura militar en Chile. Son uno de los exponentes de la Nueva Canción Chilena. Fueron más activos durante la segunda mitad de la década de 1960, y a ellos se deben las canciones «Hemos dicho basta» y «No nos moverán».

## Música y política
Activistas políticos durante el período de la Unidad Popular, apoyaron el gobierno socialista de Salvador Allende y realizaron múltiples giras por Latinoamérica y Europa representando sus ideales políticos. También participaron en la banda sonora de las películas chilenas Ya no basta con rezar de Aldo Francia, estrenada en el Festival de Cannes en 1973. y Con estas manos, de Carlos Böker, además de los documentales Informes Miguel Littin y Anda, recorre el país.
En septiembre de 1973, luego del Golpe de Estado en Chile de 1973 fueron exiliados del país, producto del inicio de la dictadura militar. Primero se fueron a la ciudad de Buenos Aires del país vecino, donde grabaron y lanzaron ese mismo año su cuarto álbum Por Chile, venceremos. En marzo de 1974, al no poder garantizar Argentina la seguridad de sus miembros, se fueron a la República Democrática Alemana, donde se radicaron definitivamente, comenzando una activa etapa de giras internacionales y grabaciones para programas de televisión, montajes teatrales, películas y documentales. Actualmente, Roberto Rivera, director de la banda, es el único de los miembros fundadores que continúan en Tiemponuevo. La inclusión de los músicos peruanos Carlos Mejía y David Sandoval significó, por otra parte, un fortalecimiento de su sonido latinoamericano.

## Integrantes

### Activos
- Roberto Rivera: guitarra, quena, canto y dirección
- Luis González: canto y percusión
- David Sandoval: guitarra
- Carlos Mejía: guitarra, charango, zampoñas, quena y canto

### Antiguos
- Raúl Sánchez
- Sergio Sánchez
- Aníbal Granado
- Patricio Padilla

## Discografía
La discografía no exhaustiva de la banda es la siguiente.

### Oficiales
- 1970 - Tiemponuevo
- 1970 - Tiemponuevo
- 1971 - Ahora es Tiemponuevo
- 1973 - Por Chile, venceremos (junto a Payo Grondona)
- Conjunto de música popular
- 1971 - Desde el corazón de Chile... (América Hoy, LOF 017)
- Abbiamo detto basta
- Dit Is Tiempo Nuevo (Vrije Muziek, DCP 115 DF) - (junto a Payo Grondona)
- Rumbo a la libertad
- La larga carrera (Der lange Lauf)

### Sencillos
- 1971 - Hemos dicho basta / Polka infantil
- 1971 - Nuestro camino / Me volverás a encontrar
- 1971 - Contra viento y temporal / Canta conmigo
- 1972 - El que no salta es momio / Mujer
- 1972 - D.F.L. / La segunda independencia

### Colectivos
- 1971 - El cantar tiene sentido
- 1972 - La nueva canción chilena
- 1973 - Chants de luttes du Chili
- 1983 - 2 Latinamkerikanischer Volksmusikfestival - Zürich 1983
- 2003 - Nueva Canción Chilena. Antología definitiva